# Abadía
Abadía (extremadurai nyelven L'Abadía) település Spanyolországban, Cáceres tartományban. Abadía Aldeanueva del Camino, Lagunilla, Zarza de Granadilla és La Granja községekkel határos. Lakosainak száma 331 fő (2024).

## Népesség
A település népessége az elmúlt években az alábbi módon változott:
| Lakosok száma | 282  | 288  | 272  | 325  | 328  | 324  | 334  | 331  | 359  | 331  |
|               | 2001 | 2004 | 2006 | 2009 | 2011 | 2014 | 2016 | 2019 | 2021 | 2024 |